# Рабич, Анатолий Александрович
Анатолий Александрович Рабич (30 марта 1946, Киев — 30 июня 1995, Черновцы) — советский футболист, защитник. Является одним из рекордсменов черновицкой «Буковины» по количеству проведенных матчей.

## Биография
Футболом начал заниматься в ДЮСШ «Динамо» (Киев). В профессиональном футболе дебютировал 11 апреля 1965 года в составе «Динамо-2» во второй союзной лиге. В том году «Динамо-2» заняло 13-е место среди 16-ти команд.
После чего Анатолий покидает родную команду и принимает приглашение (в 1966 году) от черновицкой «Буковины», где он смог на долгие годы закрепился в команде. В 1968 и 1980 году стал с черновицкой командой серебряным призёром чемпионата УССР.
В 1980 году после 15-летней карьеры завершил выступления в профессиональном футболе. Всего за «Буковину» провёл более 450 матчей. После завершения карьеры остался в Черновцах и работал в спортивных детско-юношеских учреждениях. Ушёл из жизни 30 июня 1995 года.

## Достижения
- Серебряный призёр чемпионата УССР (2): 1968, 1980